# Albalat de la Ribera
Albalat de la Ribera és un municipi del País Valencià a la província de València, a la comarca de la Ribera Baixa. Té 3.360 habitants (INE 2019). També anomenat de vegades pels habitants amb la denominació històrica completa d'Albalat de la Ribera de Xúquer (escrit en diversos estendards i segells municipals amb les sigles ARX).
En el pla econòmic, l'aprofitament de les aigües de la Séquia Reial del Xúquer va introduir al municipi en el regadiu amb cultius com l'arròs, que va fomentar el creixement de la vila. Amb el pas dels anys, el cultiu de cítrics va anar guanyant-li terreny fins a convertir-se en la principal font d'ingressos del municipi durant els segles XIX i XX. En aquells dies, l'activitat econòmica principal era l'agricultura, que ara ha passat a un segon pla, reemplaçada per la indústria.
En l'actualitat el cultiu principal és el taronger, i a la marjal, el ja esmentat arròs. La major part del terme municipal d'Albalat de la Ribera està inclòs al Parc Natural de l'Albufera de València.
El nucli urbà dista 7 km de la capital comarcal (Sueca), 33 km de la nacional (València), 385 km de l'estatal (Madrid) i 1.730 km de l'europea (Brussel·les).
En els últims anys, la possibilitat que la localitat albergue al seu subsòl la mítica ciutat contestana de Sucro ha donat lloc a un gran debat amb les localitats veïnes. Hui dia encara no se'n coneix la ubicació exacta, però totes les troballes fetes al terme i la nova interpretació dels gots de Vicarello fan pensar que Albalat és el lloc on es trobava.

## Geografia
Albalat de la Ribera és el punt de pas obligat entre els nuclis urbans de la contornada (Algemesí, Alzira i Sueca), dels quals dista entre 5 i 10 quilòmetres. A València, a 32 km, es pot accedir fàcilment per l'autopista A-7 o per la carretera C-3324, també mitjançant la línia fèrria Xàtiva-València (des de l'estació d'Algemesí, a 5 km) o la de Gandia-València (des de l'estació de Sueca, a 7 km). La proximitat del riu Xúquer i el llac de l'Albufera han condicionat i determinat la història de la població.
El terme municipal d'Albalat de la Ribera limita amb Sollana (al nord), Sueca (a l'est), Polinyà de Xúquer (al sud, on el riu Xúquer fa de boga) i a l'oest amb Algemesí. Totes pertanyen a la comarca de la Ribera Baixa, excepte Algemesí, que és de la comarca veïna, la Ribera Alta.

## Toponímia i denominacions
El topònim Albalat de la Ribera deriva de l'àrab البلاط al-balāṭ, que significa 'la calçada', 'el camí' o 'camí empedrat'. Eixe nom fa suposar que, en temps dels àrabs i potser en època romana, al terme de l'actual Albalat es trobava el punt per on el camí principal entre València i Xàtiva travessava el riu Xúquer, per un gual –hui inexistent– entre Albalat i Polinyà de Xúquer. En esta última població encara existix la partida del Gual, en la part meridional d'eixe pas històric. En època medieval hi havia dues maneres de travessar el riu aigües avall d'Alzira: la barca de Cullera i el gual d'Albalat, que va quedar impracticable a causa d'una riuada i va ser substituït per un pas de barca, la presència de la qual està documentada des dels temps de Jaume I, en el segle xiii. La Via Augusta, provinent de Valentia, havia de travessar el riu pel gual d'Albalat, i discórrer per la banda dreta en el seu camí cap a Saetabis (Xàtiva), evitant d'esta manera creuar els rius Magre i Verd, que a l'altura del gual ja han confluït amb el Xúquer.
En temps de la conquesta cristiana del rei Jaume I d'Aragó, es feia referència a la vila amb el nom d'Albalat. Per a citar-la per escrit –en llatí– s'utilitzava Albalato, i per fer-ho d'una manera més concreta Albalati de Xucar, és a dir, Albalat de Xúquer.
El nom històric de la vila des del segle xvii és Albalat de la Ribera de Xúquer. En l'actualitat i oficialment s'anomena Albalat de la Ribera.

### Altres denominacions

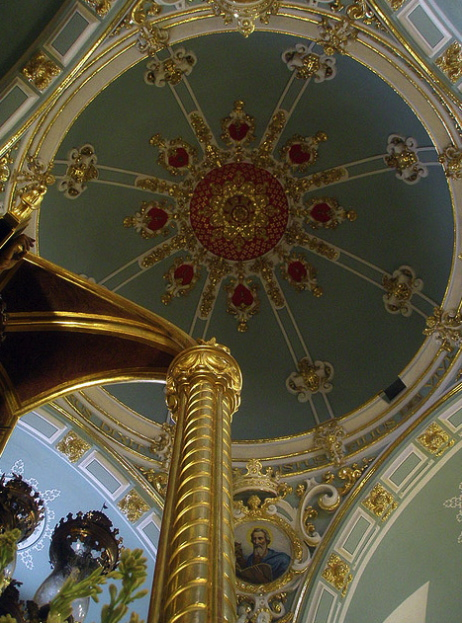
Cúpula de l'Església de Sant Pere

Alborriz de Azora. Denominació que apareix en una transcripció lingüística del privilegi del rei Jaume I, al llibre Notícia. Vila d'Albalat de la Ribera de Xúquer, com a sinònim d'Albalat de Xúquer, o simplement Alborriz (o Alboriz) per Albalat. També apareix de la mà de l'autor anònim d'esta notícia en el mateix llibre amb la forma «Alborrix, sive Asora». No obstant, és sabut que "Alborriz", Alborig o Alborx en valencià, fou una alqueria de Sueca quan ambdues encara pertanyien al terme de Cullera, tal com es descriu al llibre Crónica de los moros de España (pàgina 448) imprés l'any 1618. De fet, hi ha una partida a Sueca anomenada el Borx.
Albalat de Pardines. Sovint es confon Albalat de la Ribera amb l'antic i desaparegut poble de Pardines, degut a l'ús de la denominació incorrecta d'Albalat de Pardines, nom habitual fins al segle xix que s'usava perquè era recurrent referir-se a un municipi relacionant-lo amb les pobles que l'envoltaven (en este cas, Pardines) per tal de situar-lo amb facilitat. Per eixe mateix motiu existia la denominació Albalat de Segreny, encara que no tan utilitzada, degut a la proximitat d'Albalat a l'antic poble de Segreny. De tots dos es conserven nombroses referències que els descriuen com a pobles amb veïns, terme i senyors propis. Tal vegada la denominació "de Pardines" haja sigut més utilitzada pel fet que l'església de Sant Miquel (a Pardines) va traslladar el culte a la de Sant Pere (a Albalat de la Ribera), per orde de l'arquebisbe. En qualsevol cas, la denominació Albalat de Pardines no ha sigut utilitzada mai pels veïns de la vila, sinó des de l'Administració de l'època o les gents de poblacions llunyanes. A principis del segle xvii ja hi ha constància de la referència "de Pardines".

## Història
Albalat de la Ribera té l'origen en l'època preromana, tot i que el nom de l'emplaçament que abraça ara l'actual població haja pogut evolucionar o mutar amb el pas del temps i de les distintes cultures que l'han habitat.

### Època preromana

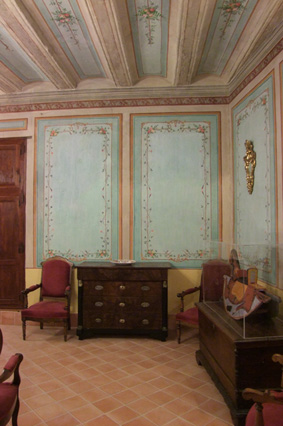
Interior de la Casa del Bou

En unes obres al nucli urbà l'any 1961, en obrir unes rases d'una certa fondària per al clavegueram, aparegueren restes arqueològiques medievals i modernes un metre per davall del paviment. Aproximadament a un metre més de profunditat apareixia un nivell d'argila amb fragments ceràmics ibèrics i romans, i possibles restes de murs d'edificacions. Els objectes recuperats foren: una destral de pedra polida; una moneda romana que no es va poder llegir; diversos punxons d'os, romans; ceràmica tosca feta a torn, ibèrica; ceràmica ibèrica amb decoració geomètrica i floral; ceràmica campaniana del tipus B i terra sigillata, sudgàlica i hispànica. Segons l'autora María Luisa Chofre Navarrete, «hauria existit en el lloc […] un poblament ibèric del s. II aC, que perduraria fins ben entrada la romanització».
A finals de l'any 1957, en la partida de l'Alteret de la Vint-i-huitena, que s'eleva dos o tres metres per damunt de l'àrea circumdant, en efectuar-se unes rases de drenatge per als camps de tarongers, aparegueren unes grans pedres, restes d'edificacions, i gran quantitat de ceràmica ibèrica i romana semblants als que anys després es trobarien en la població. Aquest jaciment proporcionà, en troballes casuals, materials que comprenen des de la cultura del bronze valencià a medievals. Materials ibèrics i romans: ceràmica ibèrica amb decoració geomètrica i floral; ceràmica campaniana A i B; sigillata (aretina, sudgàlica, hispana i clara A). Aquests materials donen una cronologia que comprén del segle iii aC fins ben entrada la romanització. Segons Chofre, «el material consignat aporta poques dades cronològiques, sols el kalathos de coll estrangulat, propi del s. IV aC i els dos fragments de ceràmica bicroma, apunten a un poblat ibèric de primera època».

### Romanització
Alguns autors identifiquen Albalat amb una població ibèrica i més tard romana anomenada Sucro, d'on partiria una branca de la Via Augusta que conduïa al Portus Sucronis (Cullera). Altres afirmen que Albalat de la Ribera albergaria solament la mansio mentre seria a Cullera on trobaríem l'antiga Sucro, així com el seu portus. Desgraciadament, les contínues i a voltes violentes aportacions sedimentàries del Xúquer, que han modificat meandres i tallat antics camins i han elevat el nivell del sòl, han segellat totalment els vestigis que podien haver ajudat a resoldre la ubicació dels diferents nuclis de població. Amb el que sembla, no obstant, que els distints investigadors coincideixen és en situar la mansio de Sucro a Albalat de la Ribera, i el Portus Sucronis (que podria haver albergat l'antic oppidum de Sucro) a l'Illa dels Pensaments de Cullera.
Del que no hi ha dubte, no obstant això, és de la posició històricament estratègica del gual d'Albalat per a travessar el Xúquer, que es remunta molt més enllà de l'edat mitjana, tal com demostren les investigacions arqueològiques dutes a terme.

### Període cristià
Com la totalitat del país, va romandre sota la dominació musulmana fins a la conquesta cristiana pel rei Jaume I. Mentre preparava el camí per a conquerir la ciutat de València, practicà unes quantes incursions pel territori valencià, i en una d'elles va arribar a Albalat on va romandre quatre dies. La vila d'Albalat fou conquerida en juny de l'any 1239, i el 1254 el rei Jaume I hi establí tres-cents cavallers catalans. Fou a partir d'ací quan la vila passà a formar part del món occidental i europeu, amb les llengües i cultura pròpies que el defineixen.
En aquells anys Jaume I donà la vila al bisbe de Saragossa, tal com consta al Llibre del Repartiment: «323. Episcopus Cesarauguste alqueriam de Albalato que est in termino de Xuquar. Nonas junii». (323. Al bisbe de Saragossa, l'alqueria d'Albalat, que està en el terme del Xúquer. 5 de juny.). Va ser en aquesta època que per privilegi reial, Albalat obtingué dret d'agafar aigua de la Séquia Reial d'Alzira (que amb el temps serà la Séquia Reial del Xúquer). La vila romangué en possessió de la corona fins al regnat d'Alfons d'Aragó o del seu germà Jaume II, perquè no es coneix amb certesa qui dels dos desmembrà de la corona la vila d'Albalat, ja que segons l'autor –anònim– de la Notícia General Recopilada en lo any 1704, ja en maig de 1292 es té testimoni de la noble Constança d'Anglesola i Pere de Benviure, com a senyors d'Albalat, els quals fundaren l'Hospital de la vila (que era una fundació de caritat, i acollia els malalts pobres, així mateix donava asil als vianants que estaven de pas per la població), situada just darrere de l'ermita de Sant Roc i Sant Sebastià. D'aquest matrimoni nasqué Gonçal Garcia, a les mans del qual passà la vila per butlla del papa Joan XXII l'any 1317, sent senyor d'Albalat, Segreny i Moixent. Fou Gonçal qui aconseguí per als habitadors de la vila el dret de franquícia –el mer imperi– el 1330, concedit pel llavors rei Alfons el Benigne. En morir Gonçal l'any 1345 als 47 anys, deixà en testament 1.001 lliures per a l'Hospital que fundà son pare, i la vila retornà de nou al patrimoni de la corona amb el rei Pere III.
Poc després passà a possessió de Pere Maça Cornell de Liçana, dels Maça de Liçana, i és d'aquesta època que data la construcció de la primitiva església d'Albalat, ja que fins aquell moment es feia servir l'ermita per a tal ús, sota la invocació de sant Pere, la qual prendrà la nova església; l'ermita s'intitulà baix la invocació dels sants Roc i Sebastià, advocats contra la pesta i les malalties contagioses. L'església, segons ens diu mossèn Gregori Requeni, seguia l'esquema del que avui coneixem com a església de conquesta, amb arcs diafragmàtics i trespol de bigues de fusta, on es va pintar l'escut d'armes dels Maça de Liçana, a més es va construir un trassagrari, cobert amb volta i amb finestrals gòtics a l'exterior, darrere del qual estava situat el fossar.
Fou el 2 d'agost de 1316, en temps d'aquests senyors, quan la rectoria de Pardines se separà de la d'Albalat segons consta en el Llibre de Colacions de la Cúria Eclesiàstica de València.

### Darrers segles i Actualitat
Durant els segles xviii i xix, l'expansió demogràfica fou espectacular gràcies a l'ampliació constant dels regadius, a la colonització de noves terres guanyades als pantans i al llac de l'Albufera i, més que cap altra cosa, a les mesures de salubritat que van rebaixar les taxes de mortalitat infantil i general.
L'expansió del conreu de l'arròs i del taronger i una bona conjuntura de preus fins als anys trenta van permetre un creixement demogràfic sense fre, de manera que cap al 1940 la Ribera Baixa havia assolit la xifra de 53.791 habitants, bona part dels quals eren fruit de la immigració constant de mà d'obra agrària.
Els anys de la postguerra van ser anys d'aturada comercial i de caiguda de preus, cosa que unida a la mecanització creixent de les tasques agrícoles (recol·lectores d'arròs, tractors, etc..) va produir un gran flux migratori de jornalers cap a França, Barcelona i València, així com als marenys del Guadalquivir per colonitzar aquelles terres amb nous arrossars.
A partir dels anys 60, va començar a recuperar-se l'economia comercial agrària i van anar apareixent treballs alternatius com els relacionats amb la construcció, hi hagué un procés d'engegament industrial i Albalat no en fou cap excepció.

## Demografia
Segons el que es descriu al llibre Notícia. Vila d'Albalat de la Ribera de Xúquer, el Directori Valencià i les dades de l'Instituto Nacional de Estadística la població ha evolucionat de la manera següent:
| 1701  | 1842  | 1857  | 1860  | 1877  | 1887  | 1897  | 1900  | 1910  | 1920  | 1930  | 1935  | 1940  | 1943  | 1950  | 1960  | 1970  | 1975  |
| ----- | ----- | ----- | ----- | ----- | ----- | ----- | ----- | ----- | ----- | ----- | ----- | ----- | ----- | ----- | ----- | ----- | ----- |
| 1.197 | 1.431 | 2.061 | 2.002 | 2.385 | 2.272 | 2.514 | 2.650 | 2.860 | 3.028 | 3.072 | 3.151 | 3.180 | 3.218 | 3.321 | 3.415 | 3.564 | 3.600 |

| 1981  | 1986  | 1988  | 1990  | 1992  | 1994  | 1996  | 1998  | 2000  | 2002  | 2004  | 2005  | 2006  | 2007  | 2008  | 2009  |
| ----- | ----- | ----- | ----- | ----- | ----- | ----- | ----- | ----- | ----- | ----- | ----- | ----- | ----- | ----- | ----- |
| 3.570 | 3.637 | 3.015 | 3.596 | 3.491 | 3.511 | 3.473 | 3.492 | 3.474 | 3.400 | 3.444 | 3.382 | 3.321 | 3.429 | 3.541 | 3.590 |

| 2010  | 2011  | 2012  | 2013  | 2014 | 2015  | 2016  | 2017  | 2018  | 2019  |
| ----- | ----- | ----- | ----- | ---- | ----- | ----- | ----- | ----- | ----- |
| 3.585 | 3.609 | 3.545 | 3.526 | 3485 | 3.467 | 3.431 | 3.361 | 3.329 | 3.360 |

Segons dades del 2013, el 86,39% de la població local és d'origen valencià, mentre que el 4,59% té l'origen en altres països de l'estat espanyol, i el 9,02% és nascut en l'estranger.

## Cultura

### Centres d'ensenyament
- Escola Infantil Enric Valor
- Escola d'Educació Primària Ausiàs March
- Institut d'Educació Secundària Sucro

### Biblioteca
La biblioteca municipal Joan Fuster d'Albalat de la Ribera té una superfície de 419 m², 70 llocs de lectura, 1.968 socis i 4.093 visitants l'any. (Dades extretes de l'IVE de l'any 2005)

### Llengua
De la població, aproximadament un 85% és valencianoparlant, al voltant d'un 10% dels empadronats al poble són estrangers, generalment de països africans i de l'Europa de l'Est, i la resta d'habitants són immigrants castellanoparlants d'altres comunitats autònomes. El valencià parlat a Albalat de la Ribera conserva trets característics dels subdialectes valencià meridional i central.
- Ús del valencià meridional a Albalat de la Ribera:
  - Trets fonètics i morfològics:
    - Predomini del passat perifràstic sobre el simple: jo vaig anar en lloc de jo aní, típic del valencià central. Tot i que la gent més gran encara en fa ús.
    - Forma es per a l'article definit plural masculí davant de les paraules començades per consonant: es llibres en compte de els llibres; no obstant no ocorre açò en les formes els/les davant mots començats per vocal: els albalatencs i les albalatenques.
    - Manteniment del pronom de datiu i acusatiu mos (ens) i elisió amb el pronom en: mo'n anem. A Albalat de la Ribera existeix un recurs molt notable quant a l'expressió "anem-nos-en" que és l'ús de la contracció 'mone o 'némon. (anem-nos-en → anem-mos-en → ane'-mo'n → 'ne-mo'n → 'mo-ne).

- Ús del valencià central a Albalat de la Ribera:
  - Trets fonètics i morfològics:
    - Ensordiment de les consonants alveolars i palatals sonores, com ara en casa, tretze i metge ['kasa, 'tretse, 'metʃe].
    - Ús, per part de la gent jove, del pronom se en la segona persona del plural: aneu-se'n.
    - Formes verbals velaritzades en gerundis i formes de la primera persona del plural, anàlogues a la primera persona del singular: beguent per bevent, poguent per podent, veguem per veem, ploguent per plovent, etc.
    - Betacisme que fa sonar com a b el fonema v.
    - Ieisme, que fa sonar i semiconsonant la ll palatal lateral: dient iet en lloc de llet, bai en lloc de vall, etc.

- És comú a quasi tot el valencià:
  - Trets fonètics i morfològics:
    - Conservació de les formes clàssiques del plural amb n original llatina, com ara hòmens ['ɔmens] o jóvens ['tʃobens], característica compartida amb altres dialectes del català occidental. Altres exemples: ràvens, màrgens, órdens, etc.
    - Tendència a la diftongació de la o inicial àtona (quan es constitueix en síl·laba) per au: aulor (olor), aufegar (ofegar), aubrir (obrir), etc.
    - Ús de hi haure en comptes d'haver-hi. Concordança del verb haver locatiu (De persones com ella, ja no n'hi han), tret d'una gran part de la llengua.

- Lèxic:
  -     - Llaca ('imperdible'), llavaner ('llavador'), trassagrari, estar cernent ('caure pluja molt fina'), carabassa (color), estar boixat ('estar fotut'), ataboixat ('estar marejat, atordit'), sisquera ('tant de bo'), tenoreta ('calor'), estar dolent ('tindre un mal físic'), manxar (vulgarment 'copular'), garrita (engany que es fa jugant a cartes), garriter ('persona tramposa'), escama ('soroll, aldarull'), punyà ('punyada, colp de puny'), escamós ('que arma molt de soroll'), palometa ('papallona' o 'arna'), gallineta cega ('marieta'), mante, títaro, titamarro, plegat ('braç de gitano').
    - Ús tradicional de paréixer i assemblar-se, tot i que darrerament paréixer i semblar han guanyat terreny a assemblar-se i es perd la distinció entre aquests verbs.

### Música i Dansa
- Ateneu Musical i Cultural d'Albalat de la Ribera
- Colla de dolçainers i tabaleters d'Albalat de la Ribera "La Llocà"
- Grup de danses "Segreny"
- Escola de cant tradicional valencià

### Festes
Les Festes d'Agost són les festes patronals del poble, i el dia gros és el 17. Hi destaquen els actes següents:
- Processó del Crist de les Campanes. Celebrada el dia 17, és d'estil barroc valencià a imitació de la processó del Corpus de València. Es va iniciar l'any 1955 i hi desfila una representació de diversos personatges bíblics, sants valencians, representacions heràldiques de la vila. Per a acabar, desfila la imatge del Crist de les Campanes, traslladada per dotze "portadors" acompanyats per la banda de l'Ateneu Musical i precedits pel Ball de Nanos del Grup de Danses Segreny.

- Festa del fanalet o de les llanternes de meló, recuperada durant la dècada de 1980.
- La cordà. Celebrada tradicionalment en un dels carrers principals del poble (el del Santíssim Crist de les Campanes), va acabar sent traslladada al poliesportiu per tal d'evitar desperfectes a les façanes del carrer i per motius de seguretat. Hui dia està suspesa per manca de participants.
- La Nit del Rock, anomenada des de l'any 2005 Svcro Rock, va ser organitzada per l'Ajuntament fins a l'any 2016, quan n'assumí l'organització un grup de jóvens del poble i va ser rebatejada amb el nom Lloques Festival. Al llarg de la seua història, el festival ha acollit multitud de grups, tant locals com valencians i de la resta de l'estat, de diversos estils musicals com ara el rock, l'ska, el reggae, el punk, el heavy metal o el hardcore.
- El sopar popular, en el qual les taulades ocupen des de la plaça de la Cort fins a mitjan carrer del Santíssim Crist de les Campanes i on acudix una gran part del poble, que tasta sopars com la paella, la fideuà, la truita gegant, etc.

A mitjan octubre se celebren les Festes de Sant Roc. Al principi se circumscrivien al barri homònim, però hui tot el poble les sent com a pròpies.
- Des del 2013, la festa de les falles ha estat recuperada de la mà de la Falla Campassos, uns anys després que la Falla Ben-vell, creada pels jubilats i jubilades, plantara per primera volta una falla a Albalat (de 1991 a 1996).

- Un dels actes més importants, gràcies al qual la festa del barri de Sant Roc és viva, és la desfilada de Moros i Cristians, iniciada el 1978 amb la creació de les primeres filaes, sorgides dels tradicionals barracons muntats als carrers més importants del barri de Sant Roc, on es fan menjars i es juguen partides de truc durant la setmana de festes.

Altres costums: fogueres per Sant Antoni. Elaboració de rotllos (pastes) per Sant Blai, amb la corresponent benedicció. Celebració del segon dia de Nadal, Sant Esteve, costum que s'ha perdut a bona part del País Valencià.

### Monuments i llocs d'interès
En el nucli urbà:
- Casa de la Vila: actual seu consistorial, fou construïda a mitjan segle xvii i restaurada en diverses ocasions. Del castell primitiu només es conserven uns arcs de rajola cuita integrats a la façana esquerra de l'edifici, un mur, i el sostre de la sala del Consell.
- Casa del Bou: considerada la casa més antiga de la vila, data del segle xviii, tot i que es conserven elements del XVII. Fou restaurada per l'Ajuntament de la Vila el 2010 amb la voluntat de dotar-la per a museu etnològic, sala d'exposicions i centre cultural en general.
- Ermita de Sant Roc i Sant Sebastià: ubicada en la part històrica de la vila, és un edifici del segle xviii amb elements anteriors, construïda sobre l'antiga mesquita. Cal destacar el campanar de planta triangular, exemplar únic a tot el País Valencià.
- Biblioteca Joan Fuster: edifici de l'antic escorxador d'estil modernista inaugurat el 1901, i remodelat per a traslladar la biblioteca municipal a mitjan dècada de 1990.
- Església de Sant Pere Apòstol: construïda al segle xvii sobre l'antiga església gòtica, on es venera la imatge del Crist de les Campanes.
- Font de la Plaça de la Cort: obra del reconegut artista de l'Alcúdia Manolo Boix, amb escultures en bronze. L'estiu de 2024, diverses d'estes escultures van ser robades i, posteriorment, recuperades.
- Gran via del País Valencià (passeig enjardinat i amb parcs infantils).
- Mercat Municipal, construït el 1948 i remodelat cap a finals de la dècada de 1990.
- Parc Tirant lo Blanc, on es poden apreciar vestigis històrics de la vila i una mostra de vegetació mediterrània.
- Pont de Ferro: va ser construït l'any 1917. Enllaça amb la carretera d'Alzira. Quan va ser alçat va desaparéixer la barca que servia de pontó i que havia adquirit tal valor tradicional que es va fer figurar a l'escut de la vila. Temps després, modificacions en l'heràldica albalatenca substituïren la barca amb perxador per una barca que intenta ser de vela llatina, utilitzada típicament als aiguamolls de l'albufera. Encara es conserva l'antic escut en molts llocs del poble, com ara en l'entrada de la biblioteca municipal i antic escorxador.

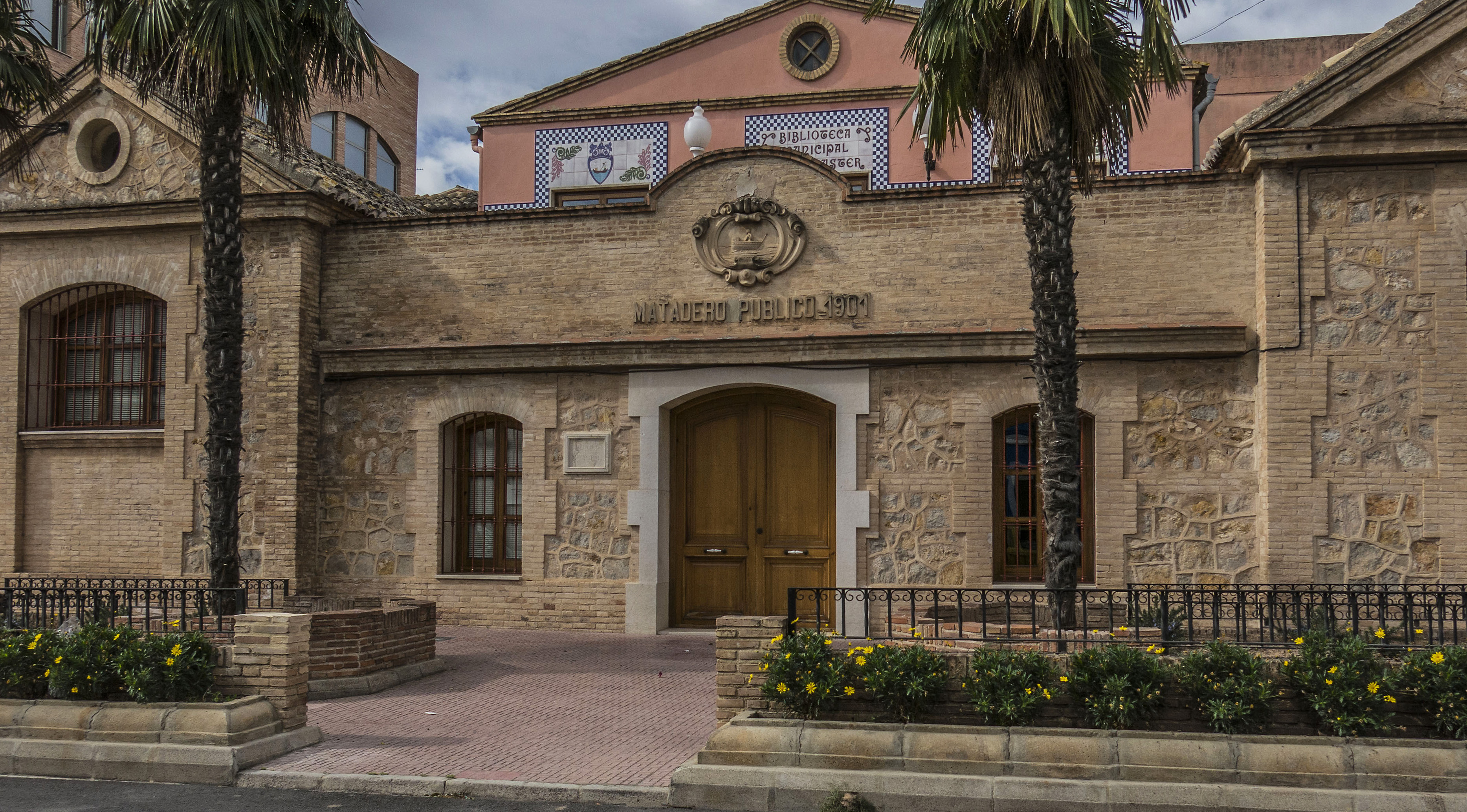
Biblioteca Joan Fuster
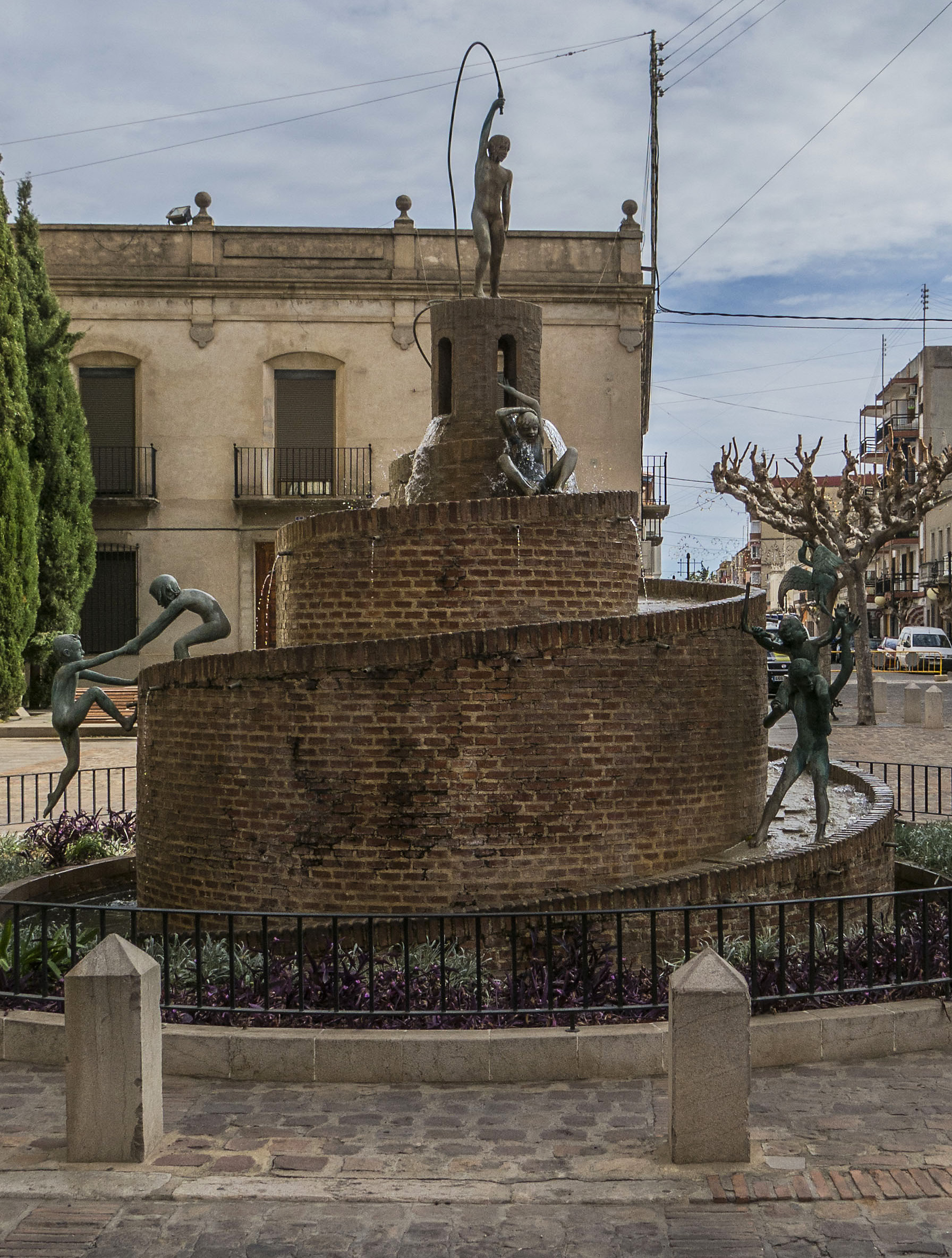
Font
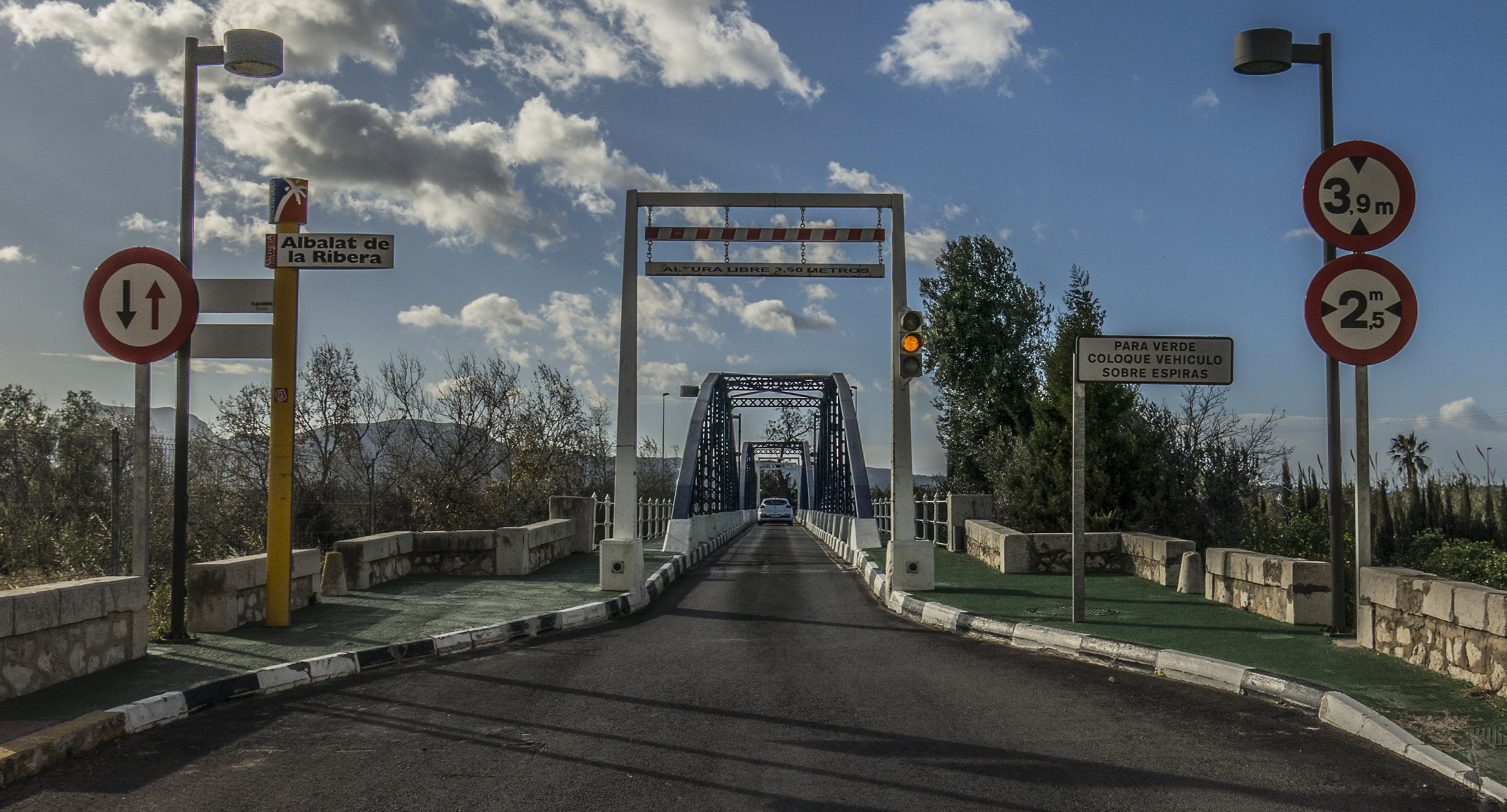
Pont de Ferro
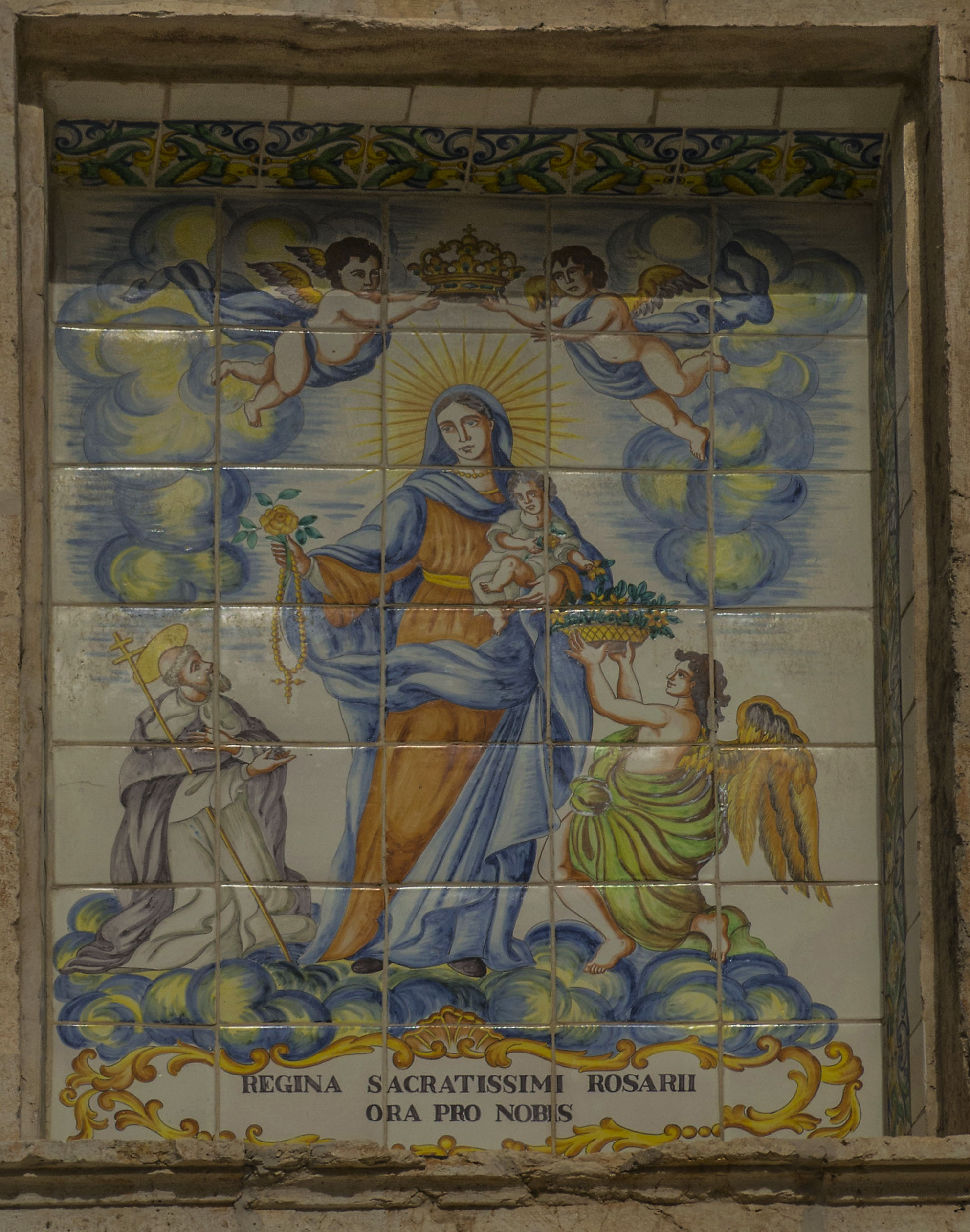
Detall de l'Església de Sant Pere Apòstol
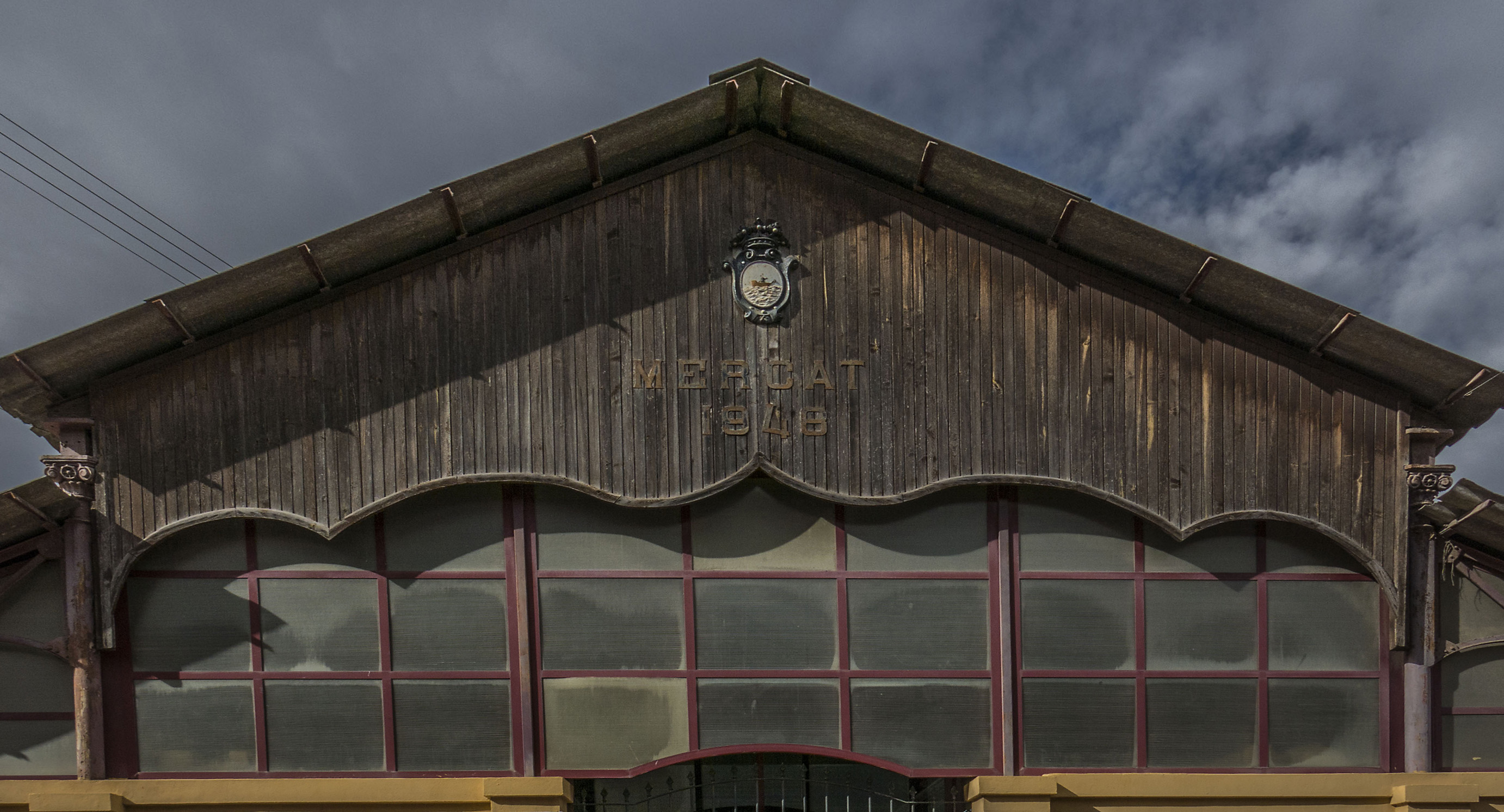
Mercat

Al terme:
- Riu Xúquer
- Ullal de la Mula: reserva natural per a la cria del samaruc, poblat de nenúfars.
- Ullal de la Senillera: poblat de bova.
- Ullal de les Ànimes: perfectament visible a la séquia de l'Escorredor.
- Ullal Gros: el major de tots, antigament vedat privat de pesca i hui espai protegit.

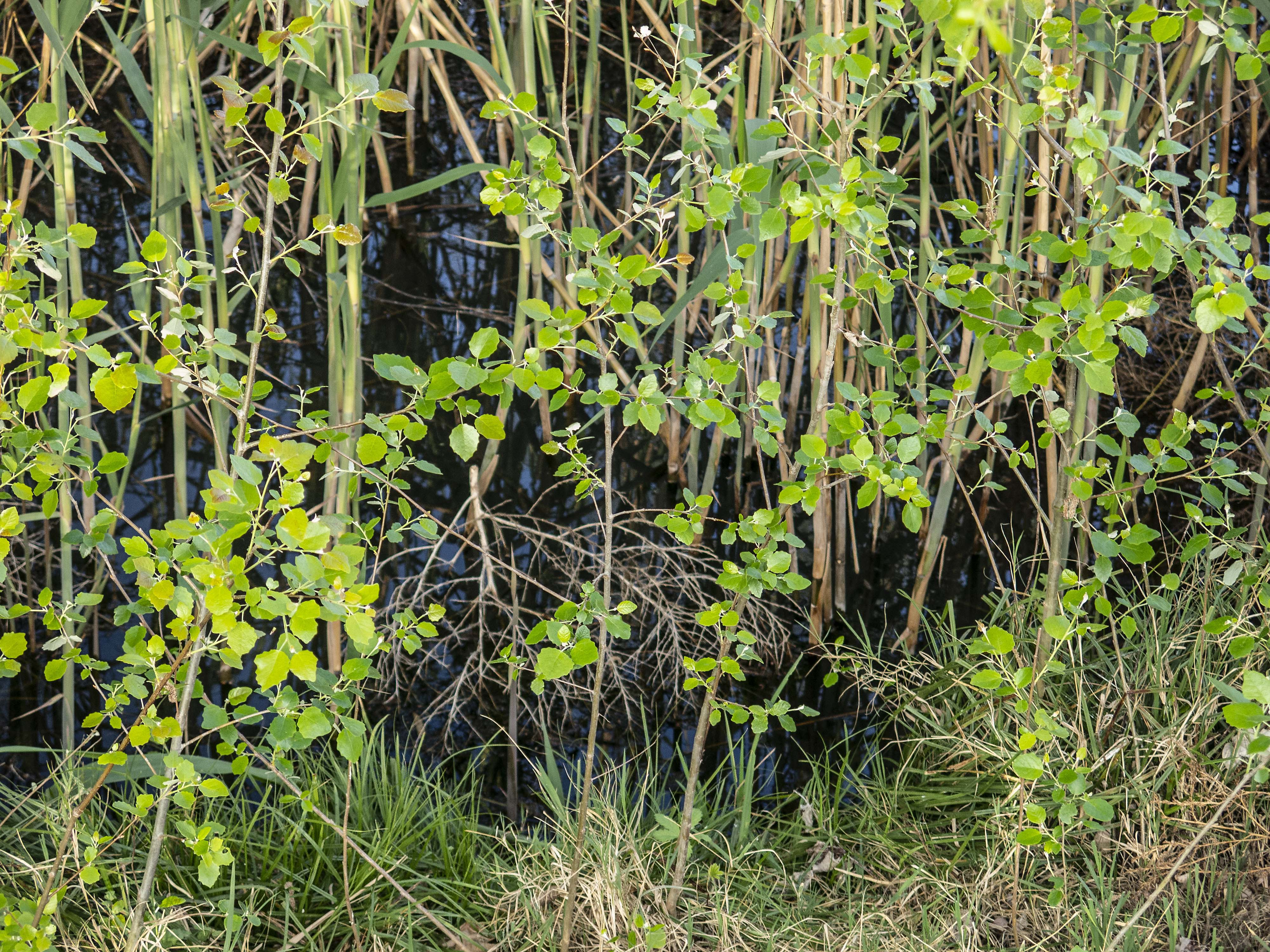
Ullal de la Senillera
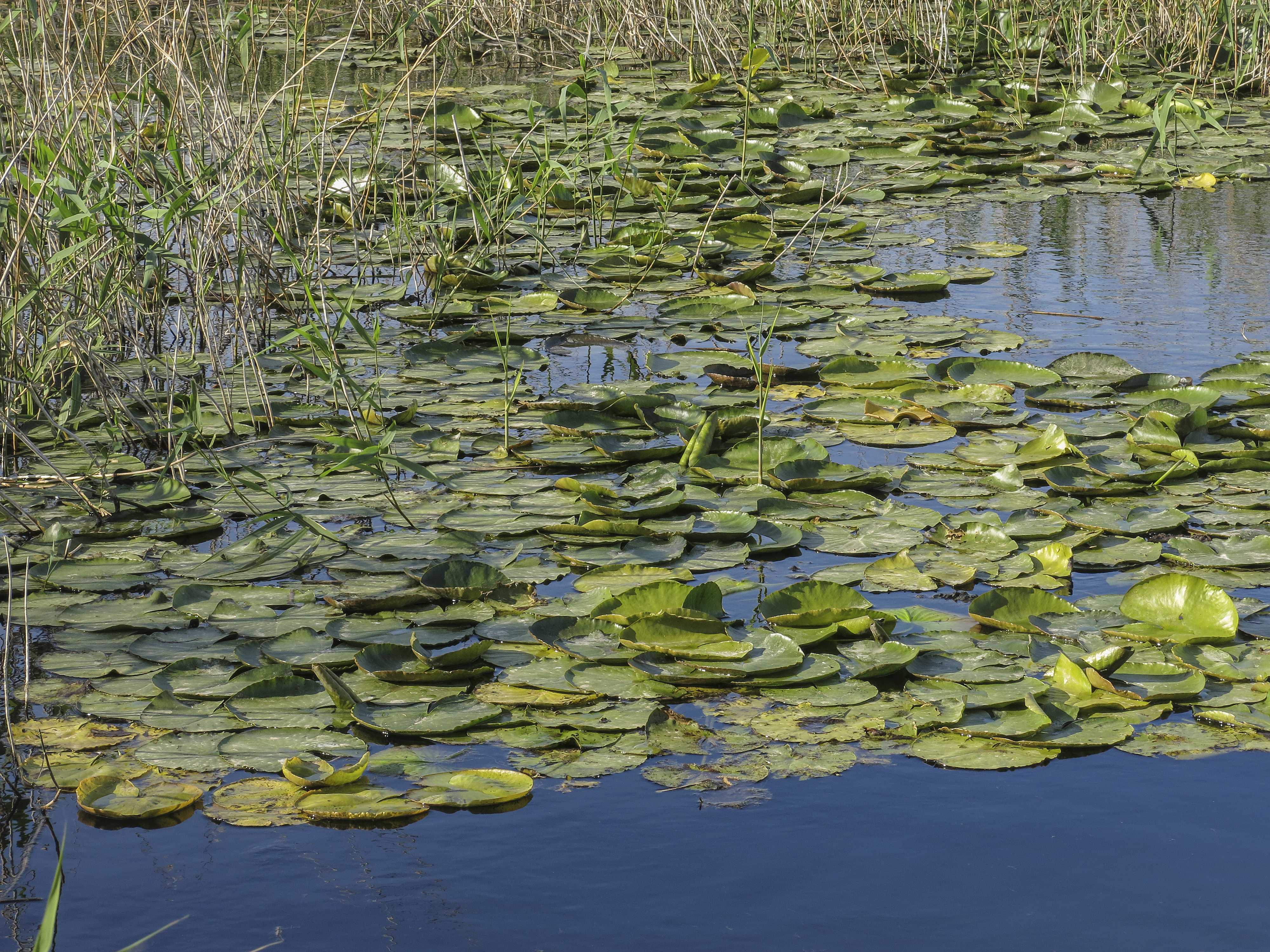
Ullal de la Mula
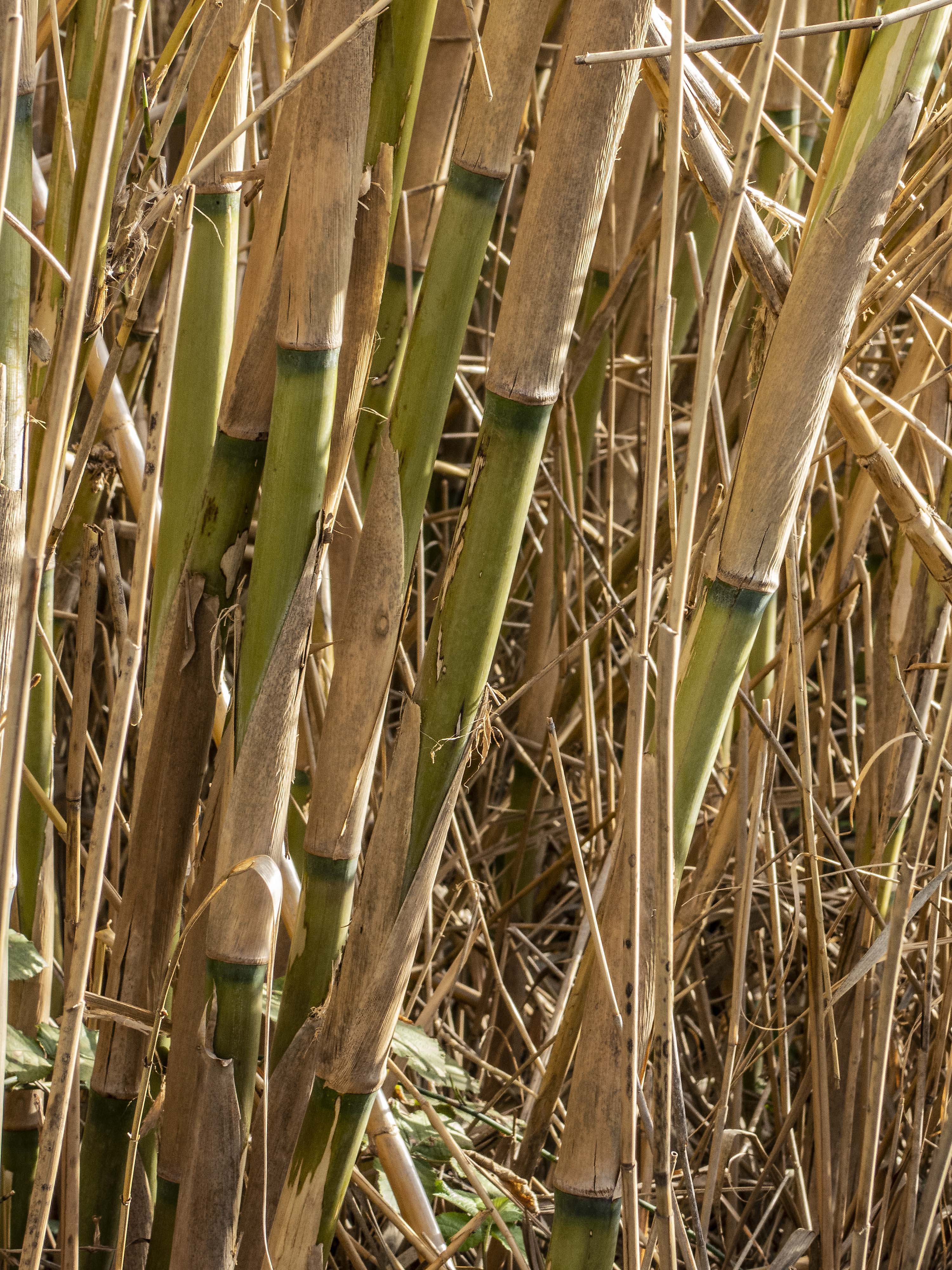
Ullals de la Tancada
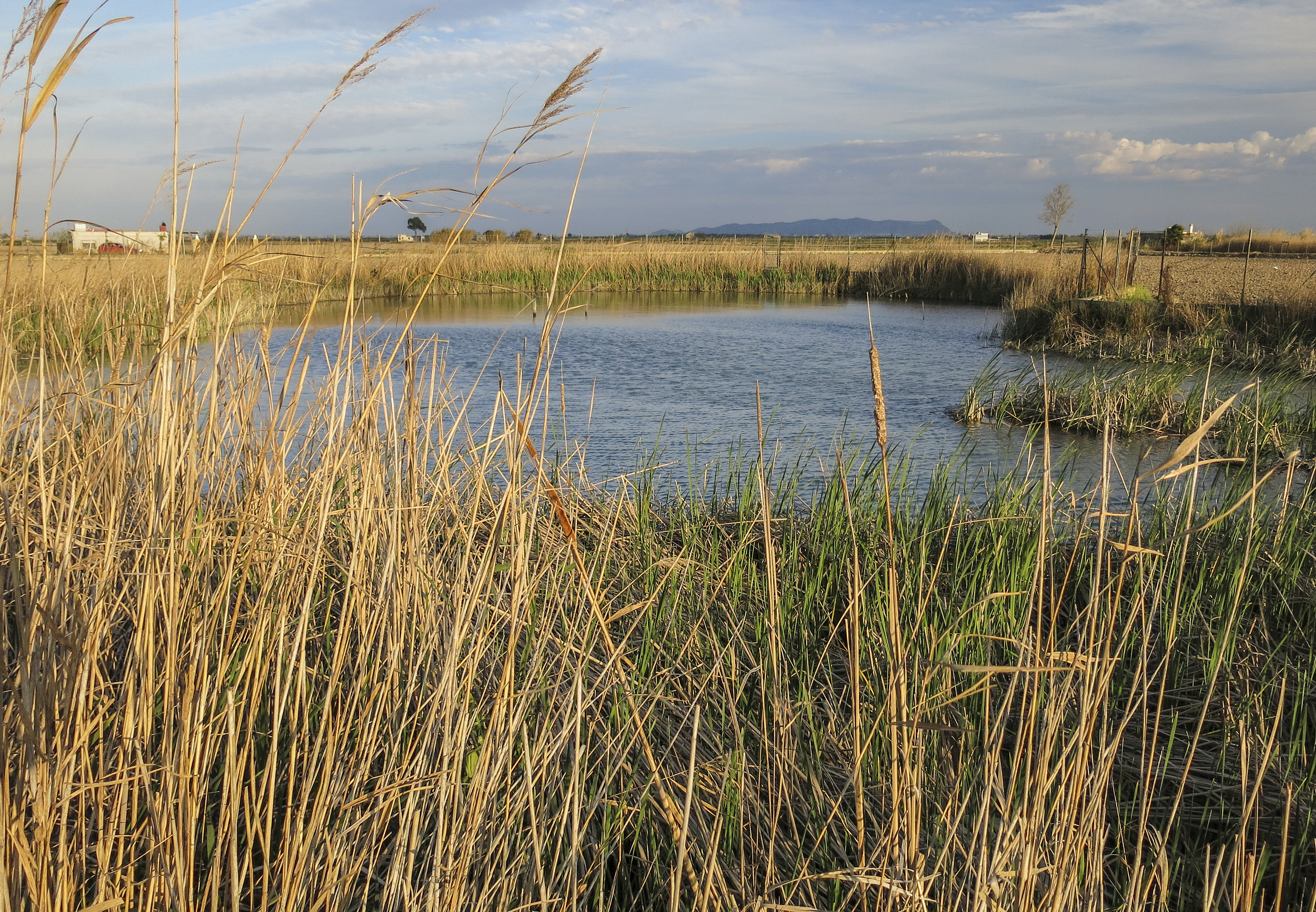
Ullal Gros

### Gastronomia
Albalat compartix gastronomia amb altres municipis de la zona de la Ribera i l'Albufera, sent típics els arrossos (paella d'hivern, amb faves i carxofa; d'estiu, amb bajoqueta, pimentó i bajocons; arròs al forn.), les anguiles, les ensalades i la verdura.
També són un menjar tradicional a Albalat les rates de marjal, que es consumixen habitualment en períodes d'estada a les casetes del terme, activitat que es coneix a la comarca com a «estar de càbila».
En festes es preparen coques escudellades i de sagí, rotllets d'anís i corones, dolç típic del poble, mones de carabassa, per Nadal, panet de torró, i altres dolços.

## Política i Govern

### Composició de la Corporació Municipal
El Ple de l'ajuntament està format per 11 regidors. En les eleccions municipals de 26 de maig de 2019 foren elegits 5 regidors d'Esquerra Unida-Seguim Endavant (EUPV), 4 del Partit Socialista del País Valencià (PSPV-PSOE), 1 del Partit Popular (PP) i 1 de Compromís per Albalat de la Ribera (Compromís).
| Eleccions municipals de 26 de maig de 2019 - Albalat de la Ribera                                                                    |                                          |                                     |                                     |        |         |          |
| Candidatura | Candidatura                              | Candidatura                         | Cap de llista                       | Vots   | Vots    | Regidors |
| | Esquerra Unida-Seguim Endavant           |                                     | Felip Hernandis Sancho              | 782    | 39,32%  | 5 (+1)   |
| | Partit Socialista del País Valencià-PSOE |                                     | José Antonio Roig Ferrer            | 737    | 37,05%  | 4 (+1)   |
| | Partit Popular                           |                                     | Pedro Luis Ribera Mulet             | 228    | 11,46%  | 1 (-2)   |
| | Compromís per Albalat de la Ribera       |                                     | Marc Alacreu Samper                 | 217    | 10,91%  | 1 ()     |
| | Vots en blanc                            |                                     |                                     | 25     | 1,26%   |          |
| Total vots vàlids i regidors | Total vots vàlids i regidors             | Total vots vàlids i regidors        | Total vots vàlids i regidors        | 1.989  | 100 %   | 11       |
| | Vots nuls                                | Vots nuls                           | Vots nuls                           | 23     | 1,14%   |          |
| Participació (vots vàlids més nuls)                                                                                                  | Participació (vots vàlids més nuls)      | Participació (vots vàlids més nuls) | Participació (vots vàlids més nuls) | 2.012  | 76,3%** |          |
| Abstenció | Abstenció                                | Abstenció                           | Abstenció                           | 625*   | 23,7%** |          |
| Total cens electoral | Total cens electoral                     | Total cens electoral                | Total cens electoral                | 2.707* | 100 %** |          |
| Alcalde: Felip Hernandis Sancho (EUPV) (15/06/2019) Per majoria absoluta dels vots dels regidors (6 vots: 5 d'EUPV i 1 de Compromís) |                                          |                                     |                                     |        |         |          |
| Fonts: JEC, JEZ Sueca, M. Interior, Periòdic Ara. (* No són vots sinó electors. ** Percentatge respecte del cens electoral.)         |                                          |                                     |                                     |        |         |          |

### Alcaldes
Des de 2015 l'alcalde d'Albalat de la Ribera és Felip Hernandis Sancho, d'Esquerra Unida del País Valencià.
| Període                       | Alcalde o alcaldessa            | Partit polític | Data de possessió | Observacions |
| ----------------------------- | ------------------------------- | -------------- | ----------------- | ------------ |
| 1979–1983                     | Miquel Perales i Mengual        | PCE            | 19/04/1979        | --           |
| 1983–1987                     | Miquel Perales i Mengual        | PCE-PCPV       | 28/05/1983        | --           |
| 1987–1991                     | Miquel Perales i Mengual        | IU-UPV         | 30/06/1987        | --           |
| 1991–1995                     | Joan Baptista Ferrando i Miedes | PSPV-PSOE      | 15/06/1991        | --           |
| 1995–1999                     | Joan Baptista Ferrando i Miedes | PSPV-PSOE      | 17/06/1995        | --           |
| 1999–2003                     | Joan Baptista Ferrando i Miedes | PSPV-PSOE      | 03/07/1999        | --           |
| 2003–2007                     | Joan Baptista Ferrando i Miedes | PSPV-PSOE/EU-E | 14/06/2003        | --           |
| 2007–2011                     | Joan Baptista Ferrando i Miedes | PSPV-PSOE      | 16/06/2007        | --           |
| 2011–2015                     | Joan Baptista Ferrando i Miedes | PSPV-PSOE      | 11/06/2011        | --           |
| 2015–2019                     | Felip Hernandis i Sancho        | EUPV-AC        | 13/06/2015        | --           |
| 2019-2023                     | Felip Hernandis i Sancho        | EUPV           | 15/06/2019        | --           |
| Des de 2023                   | n/d                             | n/d            | 17/06/2023        | --           |
| Fonts: Generalitat Valenciana |                                 |                |                   |              |

## Agermanament
Des del dia 22 de setembre de l'any 2000, Albalat de la Ribera està agermanat amb Mozac, una localitat amb una demografia semblant a l'albalatenca, que pertany al departament de Puy de Dome, a la regió d'Auvèrnia, França.

## Vista panoràmica

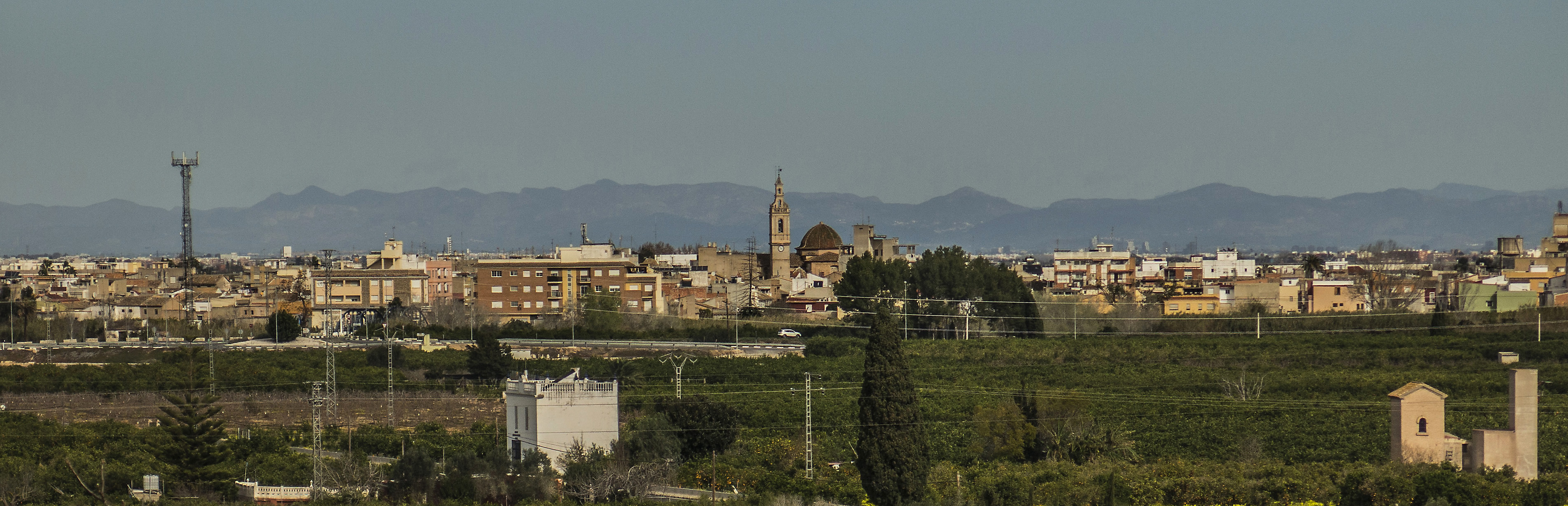